# Liste der Bodendenkmale in Groß Lindow
Die Liste der Bodendenkmale in Groß Lindow enthält alle Bodendenkmale der brandenburgischen Gemeinde Groß Lindow und ihrer Ortsteile. Grundlage ist die Veröffentlichung der Landesdenkmalliste mit dem Stand vom 31. Dezember 2020. Die Baudenkmale sind in der Liste der Baudenkmale in Groß Lindow aufgeführt
|   | Gemarkung          | Flur    | Kurzansprache                                              | Bodendenkmalnummer | Bemerkung | Bild |
| - | ------------------ | ------- | ---------------------------------------------------------- | ------------------ | --------- | ---- |
| 1 | Groß Lindow (Lage) | 4       | Dorfkern Neuzeit                                           | 90075              |           |      |
| 2 | Groß Lindow (Lage) | 2, 4, 5 | Dorfkern deutsches Mittelalter, Dorfkern Neuzeit           | 90076              |           |      |
| 3 | Groß Lindow (Lage) | 8       | Produktionsstätte Neuzeit, Mühle Neuzeit, Dorfkern Neuzeit | 90971              |           |      |